# Agrippa von Nettesheim
Heinrich Cornelius Agrippa di Nettesheim (Colonia, 14 settembre 1486 – Grenoble, 18 febbraio 1535) è stato un alchimista, astrologo, esoterista e filosofo tedesco.
Divenne medico personale di Luisa di Savoia nonché storiografo di Carlo V; ritenuto principe dei maghi neri e degli stregoni, riuscì tuttavia a sfuggire all'Inquisizione. Il suo pensiero risiede essenzialmente nella sua opera più importante, il De occulta Philosophia, scritta nell'arco di circa venti anni, dal 1510 al 1530: la filosofia occulta è la magia, considerata «la vera scienza, la filosofia più elevata e perfetta, in una parola la perfezione e il compimento di tutte le scienze naturali». Fu tra i massimi rappresentanti della misteriosofia.

## Biografia
Heinrich nacque nel 1486 in Colonia nella famiglia Cornelis. Il soprannome di Agrippa, derivato dall'antico nome latino della sua città, Colonia Agrippina, fu assunto dal padre e trasmesso ai figli. Col tempo, Heinrich latinizzò il proprio cognome in Cornelius e, vantando dubbie origini nobiliari, si fece chiamare Agrippa von Nettesheym, dal nome di un villaggio presso Neuss, non lontano da Colonia.
Apprese le prime nozioni di astrologia dal padre e studiò arti liberali nelle scuole di Colonia, diplomandosi maestro di arti nel 1502. Intorno ai vent'anni andò a Parigi per frequentarvi l'Università ed entrò a far parte di un circolo di studenti, fondato da un italiano di nome Landolfo. Questo gruppo si dedicava allo studio delle scienze ermetiche e, poiché tale attività poteva dar luogo a sospetti e persecuzioni, il circolo aveva tutte le caratteristiche di una società segreta, di cui Agrippa, in virtù della sua grande erudizione, divenne ben presto il personaggio più influente ed ascoltato.
Nel 1508, insieme a Landolfo, andò in Spagna, mettendosi a servizio militare del re Ferdinando: dopo qualche mese, guadagnato per i suoi meriti - così almeno egli sostiene - il titolo di cavaliere, s'imbarcò da Valencia per approdare, dopo un viaggio avventuroso, in Francia e stabilirsi alla fine dell'anno ad Avignone. Di qui scrisse a Landolfo, che si trovava a Lione:
(Epistolae I, 8, 20 dicembre 1508)

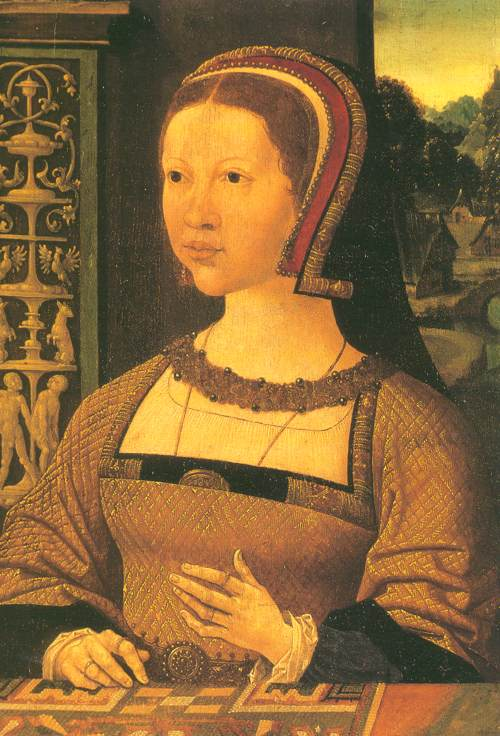
Margherita d'Asburgo

Landolfo gli rispose il 4 febbraio 1509, proponendogli l'affiliazione di un tedesco di Norimberga residente a Lione, descritto come un «curioso indagatore degli arcani della natura [...] lancialo dunque per provarlo nello spazio e, portato sulle ali di Mercurio, vola dalle regioni dell'Austro a quelle dell'Aquilone, prendi anche lo scettro di Giove [...] e associalo nella nostra confraternita». Mercurio, o Ermes, è la guida ai misteri, e il volo dall'Austro all'Aquilone è il passaggio necessario all'iniziazione del profano.
Per questo motivo Agrippa si recò a Lione, poi andò ad Autun e di qui a Dole, nella Franca Contea, allora governata, con la Borgogna e i Paesi Bassi, da Margherita d'Asburgo, zia di Carlo, il futuro imperatore allora giovanissimo e ancora sotto tutela. A lei Agrippa dedicò il De nobilitate et praeecelentia foeminei sexus (Nobiltà e preminenza del sesso femminile) un trattatello, che verrà stampato venti anni dopo ad Anversa, nel quale egli sostiene la superiorità della donna rispetto all'uomo dal momento, afferma, che già il nome della prima donna, Eva, che significa vita, è più nobile di quello di Adamo, che vuol dire terra; anche l'esser stata creata dopo l'uomo è motivo di maggior perfezione e il corpo femminile, secondo lui, galleggia in acqua più facilmente. Inoltre la donna è più eloquente e più giudiziosa tanto che «filosofi, matematici e dialettici, nelle loro divinazioni e precognizioni sono spesso inferiori alle donne di campagna e molte volte una semplice vecchietta ne sa più di un medico».
Agrippa, nel tenere la sua declamazione in lode del sesso femminile, aveva colto l'occasione per ribattere davanti a tanto uditorio quanto espresso nel sesto capitolo del primo libro del Malleus maleficarum il manuale dell'Inquisizione voluto e approvato da papa Innocenzo VIII appena venticinque anni prima. Nel Malleus si afferma infatti che le donne, per via del loro “intelletto inferiore”, sono per natura predisposte a cedere alle tentazioni di Satana, argomentando con un'etimologia falsa, secondo la quale la stessa parola “'femmina' viene da 'fede' e 'meno' perché la donna ha sempre minor fede e la serba di meno”. Citando le stesse fonti e gli stessi episodi dei due inquisitori domenicani, ma dando delle medesime questioni (in particolare del ruolo di Eva al momento del peccato originale) interpretazioni diametralmente opposte, Agrippa aveva deciso di confutare l'opinione teologica sull'inferiorità della donna. Egli vi opponeva una visione ermetico-neoplatonica, secondo la quale “Fra tutte le creature non v'è spettacolo così meraviglioso, né miracolo tanto riguardevole, al punto che si dovrebbe essere ciechi per non vedere chiaramente che Dio radunò tutta la bellezza di cui è capace l'intero universo e la diede alla donna, acciò che ogni creatura abbia buone ragioni per stupirsi di lei e riverirla ed amarla.”
Col difendere la dignità delle donne egli inoltre aveva espresso la sua adesione a una corrente, avviata circa un secolo prima, che a buon diritto si può definire “femminista” ante litteram, di cui si trovano tracce in Francia e alla corte di Borgogna (Christine de Pizan), ma anche in Spagna (Juan Rodríguez del Padrón) e Italia, rivendicando per loro i diritti all'istruzione e alla libera attività professionale, ovvero alla conoscenza e all'indipendenza economica: “Ma prevalendo la licenziosa tirannia degli uomini sulla giustizia divina e sulla legge naturale, la libertà accordata alle donne è oggi loro interdetta da leggi inique, soppressa dalla consuetudine e dalle usanze e totalmente cancellata fin dall'educazione, perché la femmina appena nata e nei primi anni di vita è tenuta in casa nell'ozio, e, quasi che ella non sia adatta a più alte occupazioni, non le è permesso nient'altro che badare all'ago e al filo; quando sarà giunta all'età del matrimonio sarà affidata alla forza e alla gelosia del marito, oppure sarà rinchiusa nella perpetua prigione di un monastero di monache. Tutti gli uffici pubblici le sono proibiti dalle leggi. Non le è concesso di intentare un'azione legale malgrado sia prudentissima. Inoltre è esclusa dal giudicare, dagli arbitrati, dall'adozione, dalla intercessione, dalla procura, dalla tutela, dalla cura, dalle cause criminali e testamentarie. E pure le è vietato di predicare la parola di Dio, il che è assolutamente contrario alle scritture.”
Sempre nel 1509, fu invitato dall'Università di Dole a commentare il De verbo mirifico del Reuchlin, nel quale l'umanista di Pforzheim univa, secondo gli insegnamenti ricevuti a Firenze, la tradizione cabalistica al neoplatonismo cristiano. Fu così che l'eco delle lezioni tenute da Agrippa pervenne fino al francescano Jean Catilenet, del vicino convento di Gray, il quale da Gand, durante la Quaresima del 1510, lo accusò di diffondere eresie giudaizzanti. Prudentemente, Agrippa decise di lasciare Dole per l'Inghilterra, avendo forse ricevuto dall'imperatore Massimiliano I un «incarico riservatissimo» da svolgere presso il re Enrico VIII.
Egli si stabilì a Oxford, ospite dell'umanista, amico di Erasmo, John Colet, allievo di Marsilio Ficino e lettore nell'Università. Qui scrisse la sua risposta al Catilenet, l'Henrici Cornelii Agrippae expostulatio super expositione sua in libro De verbo mirifico, stampata nel 1529, accusando il frate di non conoscere la scienza ebraica, e di aver mancato di confrontarsi direttamente e «cristianamente» con lui.
In Inghilterra continuò anche a lavorare alla sua De occulta philosophia, della quale aveva già mandato in visione i primi due libri a Giovanni Tritemio, già abate del monastero benedettino di Sponheim e ora a Würzburg, accompagnandoli con una lettera nella quale si chiedeva perché mai la magia
(Epistolae, I, 23)
Tritemio gli aveva risposto di stupirsi «che tu, così giovane, abbia penetrato tali segreti, ignoti a tanti uomini istruiti, e li abbia esposti non solo in modo chiaro e preciso, ma anche con proprietà ed eleganza esortandolo a «dare fieno al bove e zucchero al pappagallo», cioè a non divulgare a tutti i risultati dei suoi studi, ma soltanto a chi fosse in grado di comprenderli.
Agrippa, tornato per un breve periodo a Colonia, nel 1511 partì per l'Italia, dove sarebbe rimasto sette anni.

### In Italia
Nell'Italia devastata dalle guerre che vedevano protagonisti l'Impero, la Francia, il Papato e la Repubblica di Venezia, Agrippa fu per qualche mese al servizio di Massimiliano I. Quando Luigi XII indisse in settembre il concilio di Pisa, che avrebbe dovuto riformare la Chiesa e deporre papa Giulio II, Agrippa fu invitato dal cardinale Bernardino López de Carvajal, animatore del concilio, a parteciparvi in qualità di teologo: è possibile che egli abbia partecipato alla quarta sessione conciliare, tenutasi a Milano a gennaio del 1512.

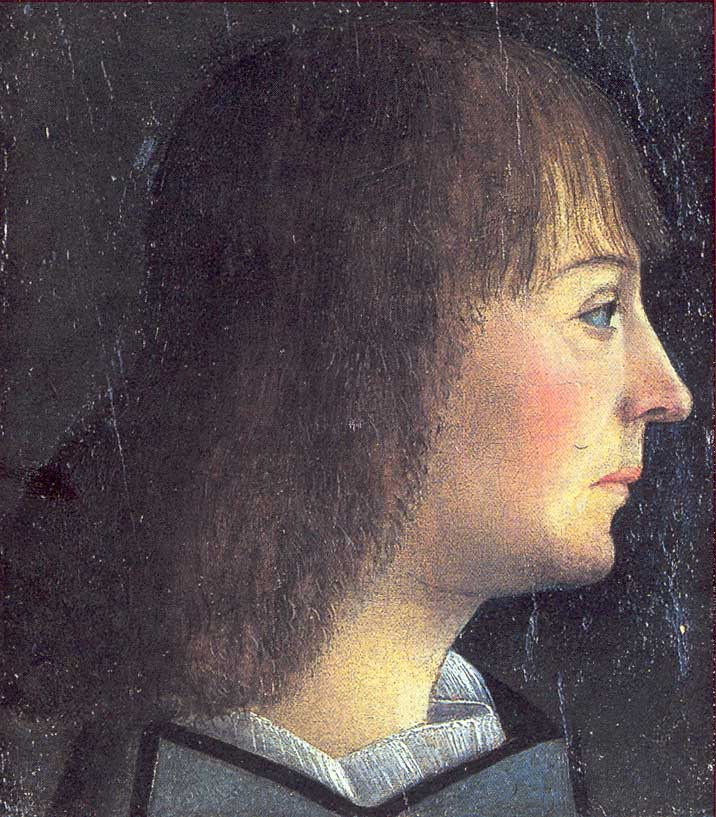
Macrino d'Alba: Guglielmo IX

Passò poi a Pavia per continuare i suoi studi, come testimonia una sua lettera del 30 aprile, in cui loda ad un amico la scienza della cabala. Anche qui lo raggiunse la guerra: il 30 giugno fu fatto prigioniero dagli svizzeri e condotto a Milano, dove si riscattò. Seguirono una serie di viaggi: dopo il ritorno in agosto a Pavia, passò in novembre a Casale, presso il marchese Guglielmo IX poi, nel 1513 a Borgolavezzaro; nella primavera del 1514 fu a Milano, poi a Roma e di qui a Brindisi, finché nel 1515 tornò ancora a Pavia, dove si sposò, ebbe un figlio e fu nominato professore di quella prestigiosa Università. Vi commentò il Pimandro, attribuito a Ermete Trismegisto, testo greco scoperto il secolo precedente in Macedonia dal domenicano Leonardo da Pistoia e, da lui portato in Italia, fu tradotto in latino da Marsilio Ficino nel 1463. La nuova filosofia neoplatonica tendeva ad accordare ermetismo e cristianesimo ed anche Agrippa non si sottrasse a questa interpretazione.
Con la calata dei francesi, la guerra si riaccese in Lombardia fino alla vittoria di Francesco I a Melegnano a settembre del 1515. Nuovamente Agrippa dovette fuggire a Milano e ancora una volta i mercenari svizzeri gli saccheggiarono la casa. Tornato a Pavia per riprendere la moglie e il figlio, con loro si stabilì a Casale dove scrisse, dedicandoli al marchese del Monferrato, il Dialogus de homine qui Dei imago est (Dialogo sull'Uomo immagine di Dio) e il De triplice ratione cognoscendi Deum, (I tre modi di conoscere Dio) che mandò a un certo Agostino, suo amico, che gli rispose facendogli grandi lodi. I tre modi di conoscere Dio secondo Agrippa sono: l'osservazione della natura, la lettura degli scritti profetici e del Nuovo Testamento. Egli definisce in particolare la Cabala Ebraica l'interpretazione della Legge trasmessa oralmente da Dio a Mosè e da questi, ancora oralmente, ad altri settanta saggi i quali a loro volta l'avrebbero ripetuta ad altri sapienti: dalla Cabala, che dunque costituisce la vera tradizione esoterica, si può pertanto risalire alla completa conoscenza di tutte le cose, naturali e divine.

### La «strega» di Woippy
Partì a febbraio del 1517 per Torino, dove lì fu lettore di teologia all'Università e a maggio si trasferì a Chambéry per assumere la carica di medico del duca Carlo II di Savoia, che lasciò tuttavia il 16 gennaio 1518, avendo accettato l'offerta di consigliere fattagli dalla città di Metz, dove entrò in rapporto con altri cultori dell'ermetismo, come Claude Chansonnet latinizzato in Claudius Cantiuncula o il celestino Claude Dieudonné, ma si fece anche dei pericolosi nemici: l'occasione fu il caso di una donna del vicino paese di Woippy, fatta imprigionare da un gruppo di contadini con l'accusa di stregoneria.
La ragazza era stata rapita dagli sgherri degli inquisitori francescani che volevano soddisfare con lei la loro lussuria: “Al principio dell'affare scrive Agrippa in una lettera al suo amico Cantiuncula un branco ignobile di contadini congiurati contro di lei ne invase la casa nel mezzo della notte. Questi depravati ubriachi di vino e di concupiscenza s'impadronirono della sventurata e di loro privata autorità, senza alcun diritto, senza mandato giudiziario, la gettarono nelle segrete di un loro palazzo. Ciononostante i signori del capitolo la fecero condurre a Metz e la consegnarono nelle mani del loro giudice ordinario, l'ufficiale della curia episcopale. Venne stabilito un termine entro cui i contadini motivassero le loro azioni e queste canaglie ebbero l'audacia di denunciarla. In soli due giorni tanto poté prevalere l'iniquità degli inquisitori e della banda di poco di buono che l'ufficiale che l'aveva in custodia la consegnò per alcuni fiorini nelle mani dei suoi accusatori, la denuncia di quattro dei quali era già stata respinta in quanto noti delinquenti. La poveretta fu allora trasferita con l'aggiunta di insulti e bastonate, come si poté provare con testimoni. Così, detenuta in un carcere più che ingiusto, prostrata dalle molte ingiurie, non trascorse neppure una notte tranquilla, con gli accusatori liberi di godersela col vino e nell'orgia."
Agrippa prese le difese della donna e narrò lui stesso l'episodio nelle sue lettere. L'inquisitore, il domenicano Nicola Savini, e l'ufficiale della curia vescovile, Jean Léonard, la fecero torturare, ma «quale motivo allega quest'inquisitore senza pietà per martirizzare così quella disgraziata? Quale prova dà egli che questa donna sia realmente una strega? Dice che sua madre è stata bruciata come strega; e io gli dico in faccia che i fatti degli altri non hanno valore contro un accusato [...] pretende che le streghe hanno l'abitudine di consacrare il frutto del loro ventre al diavolo e che, d'altra parte, siccome ordinariamente esse si danno al diavolo, questi è certamente il padre dei suoi figli ai quali trasmette la sua malizia».
E rivolgendosi all'inquisitore: «Con la tua perversa dottrina, tu misconosci la virtù del battesimo [...] tu, inquisitore della fede, con tutti i tuoi argomenti, non sei che un eretico». Il Savini, a sua volta, accusò di eresia l'Agrippa: la morte dell'ufficiale della curia, che fece in tempo a rilasciare una dichiarazione giurata con la quale riconosceva l'innocenza della donna, pose fine al processo.
Una nuova violenta polemica vide però coinvolto Agrippa. Egli prese le difese dell'umanista evangelico Jacques Lefèvre d'Étaples, che sosteneva che sant'Anna avesse avuto una sola figlia, Maria, e non tre, come sostenuto dalla Chiesa. Additato come eretico a tutta la città dal priore domenicano Claudio Salini, professore alla Sorbona, il 25 gennaio 1520 egli preferì lasciare Metz e fare ritorno a Colonia.

### Medico di corte
Non rimase a lungo a Colonia: nella primavera del 1521 si mise nuovamente in viaggio con la famiglia, e proprio a Metz morì sua moglie. Agrippa e il piccolo figlio andarono a Ginevra, dove si risposò in settembre con la diciottenne Jana Luisa Tissie, che gli darà sei figli. Nel 1522 divenne direttore dell'ospedale ginevrino ma già nel 1523 decise di trasferirsi a Friburgo, assunto come medico dai governatori di quella città. La sua inquietudine o forse la necessità di guadagnare il necessario per continuare i suoi studi preferiti, lo spinsero ancora a un nuovo trasferimento, quindi a febbraio del 1524 lasciò Friburgo per Lione.

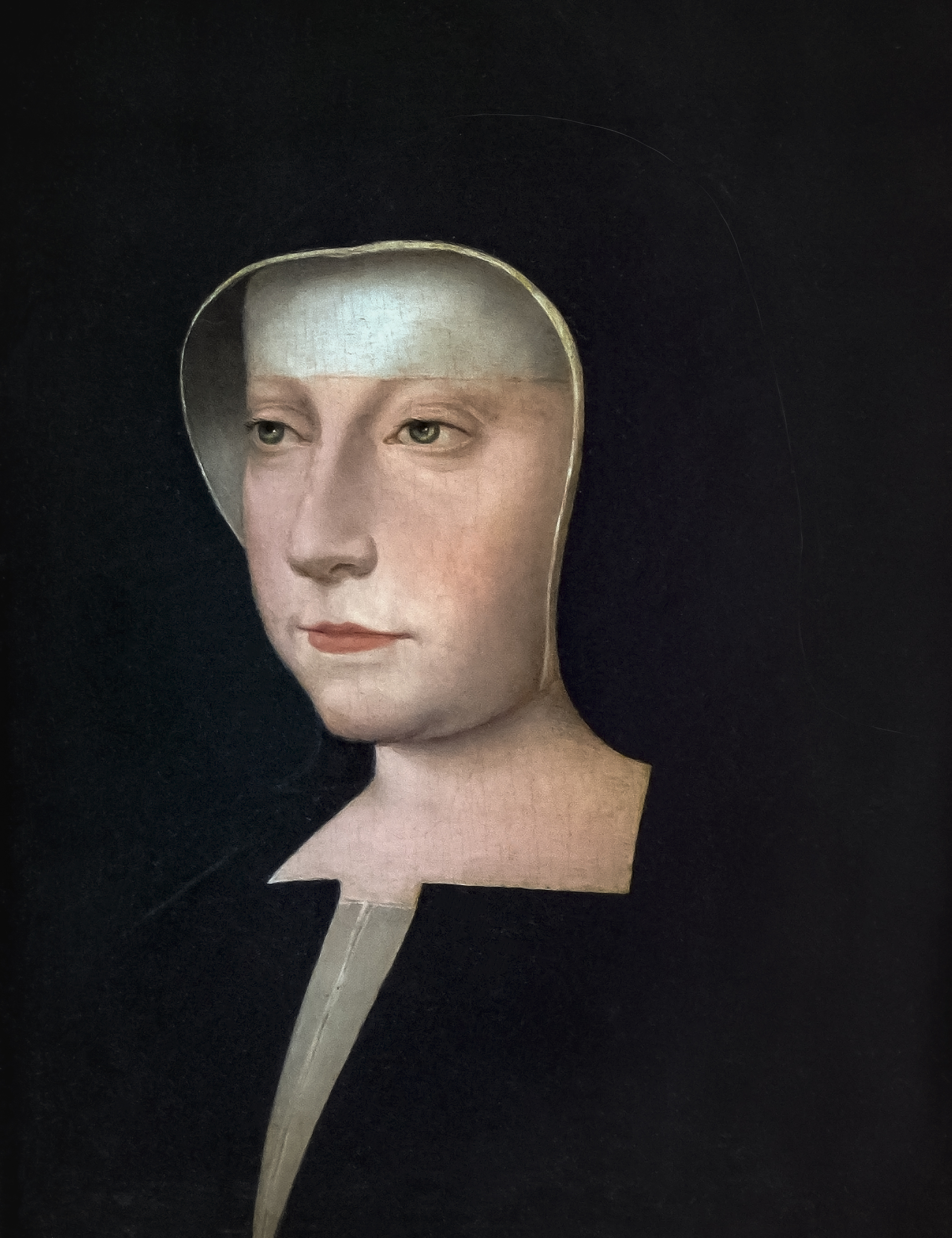
Luisa di Savoia

In questa città, una delle più moderne, attive, ricche e colte della Francia, si era allora stabilito Francesco I con tutta la corte, impegnato com'era nelle guerre combattute nella vicina Italia. In agosto Agrippa divenne medico della regina madre, Luisa di Savoia, che dovette prendersi cura degli affari dello Stato dopo la sconfitta di Pavia e la prigionia del figlio, tornando a Parigi. Sono anni nei quali l'interesse e la fede nel'astrologia sono al culmine: Agrippa che non credeva nell'astrologia, come scrisse nel De incertitudine et vanitate scientiarum, composto in quell'anno faceva anche oroscopi all'unico scopo di guadagnare qualcosa ma, quando Luisa gli chiese un oroscopo per il figlio, rifiutò. Ne scrisse anche in lettere nelle quali si lamentava della superstizione della regina che, venuta a conoscenza del loro contenuto, lo licenziò a ottobre del 1526. Lo scrive all'amico Giovanni Capellane:
(Lione, ottobre 1526)
Predisse però grandi successi al duca di Borbone, comandante dell'esercito imperiale, sperando certamente di ingraziarselo e di farsi assegnare qualche importante incarico, ora che la sua situazione economica era divenuta precaria. E la sua sfiducia nell'astrologia si rivelò in buona parte fondata, dal momento che il duca ebbe sì successo ma lasciò la vita nell'assedio di Castel Sant'Angelo a Roma.
Non avendo più motivo di rimanere a Lione, Agrippa cercò una nuova sistemazione. Con l'aiuto finanziario del banchiere e commerciante genovese Agostino Fornari, che aveva affari a Lione e ad Anversa, nel dicembre 1527 Agrippa, passando per Parigi, raggiunse la città fiamminga a luglio del 1528.
Ad Anversa continuò ad esercitare la libera professione medica: quando nella città, ad agosto del 1529, scoppiò l'epidemia di peste nella quale morì sua moglie, egli si prodigò nella cura dei malati, diversamente dalla maggior parte degli altri medici, che si erano allontanati in fretta alle prime avvisaglie del morbo. Finita l'epidemia, tornarono e accusarono un certo Jesn Thibault di aver esercitato abusivamente la professione. Agrippa lo difese: «Si sono visti questi dottori scappare e abbandonare la popolazione senza curarsi dei giuramenti prestati nelle mani dei magistrati e degli obblighi contratti ricevendo lo stipendio dello Stato, mentre Jean Thibault e alcuni altri si prodigavano coraggiosamente per la salvezza della città. E ora questi medici scolastici, questi dottori sesquipedali, vorrebbero ingarbugliare con i loro sofismi, disputando sulla nostra salute e la nostra vita a forza di sillogismi cornuti».
Ad Anversa aveva fatto pubblicare gli scritti già composti anni prima, con l'aggiunta della Dehortatio gentilis theologiae, del De originali peccato e del Regimen adversus pestilentiam: ora, in rotta con i maggiorenti della città in cui si trovava a vivere, pensò ancora una volta a un trasferimento: accettò l'offerta di Margherita d'Asburgo di consigliere, archivista e storiografo dell'imperatore e, ai primi del 1530, prese possesso del nuovo incarico a Malines, allora capitale dei Paesi Bassi e sede del governo.

### Storiografo imperiale
Qui si sposa per la terza volta e onora l'incarico ricevuto facendo pubblicare nel 1530 ad Anversa la sua Caroli V coronationis historia, che celebra l'incoronazione di Carlo V avvenuta a Bologna quello stesso anno per mano del papa Clemente VII e, soprattutto, le sue opere maggiori, il De incertitudine et vanitate scientiarum et artium et excellentia Verbi Dei declamatio in settembre, e il primo libro del De occulta philosophia l'anno seguente, tutte munite di privilegio imperiale, accordato anche ai Commenti a Raimondo Lullo e alle Orationes er Epistolae, che garantiva ad Agrippa la possibilità di stampare quelle opere per altri sei anni, salvaguardando i suoi diritti e soprattutto, fornendogli un importante riparo contro possibili attacchi polemici e censure.

### IlDe incertitudine
(Agrippa, De incertitudine et vanitate scientiarum et artium, prefazione)
E infatti l'opera è un attacco contro tutte le scienze, o quelle che tali erano reputate, e contro il clero: secondo Agrippa si fanno monaci i ribaldi per sfuggire alla giustizia, gli avventurieri che hanno perduto il loro patrimonio, i poltroni per guadagnarsi da vivere senza essere costretti a lavorare: «securi da tutti i pericoli del mondo et dalle molestie civili, mangiano il pane ozioso et furfantuoso in cambio di quello che si acquista colle fatiche, dormendo agiatamente e senza pensieri; et credono che questa sia povertà evangelica, vivere in ozio et furfanteria delle fatiche altrui».
E non solo: essi frequentano prostitute che «s'hanno talora mantenuto nei monasteri sotto cocolla di monaco e vestimenta di uomo» quando non vivono con concubine: «un vescovo, durante un convito s'è vantato di avere sotto la sua giurisdizione undicimila sacerdoti viventi in concubinaggio, da cui ogni anno ricavava un bel gruzzoletto d'oro».
Il De incertitudine contiene anche un attacco contro le «scienze segrete» alchimia, astrologia, geomanzia, magia e rappresenterebbe perciò una ritrattazione del De occulta philosophia, del quale era già stato pubblicato l'anno precedente il primo libro, e in generale degli interessi che pure egli aveva così a lungo coltivati, In realtà egli attaccava i cattivi cultori che degradavano le discipline ermetiche come si è visto nella sua lettera al Tritemio e insieme, probabilmente, fingeva di essere estraneo a interessi pericolosi per la sua reputazione: infatti, nella realtà, continuò a occuparsi di «scienze occulte», fino a pubblicare l'edizione definitiva del De occulta philosophia a luglio del 1533 a Colonia.
Il De incertitudine fu condannato al rogo dai teologi della Sorbona il 2 marzo 1531 e l'Università di Lovanio considerò empie 43 proposizioni. Oltre a censurare le sue insinuazioni contro i costumi ecclesiastici e a considerare sospetta la sua definizione di Lutero come invictus haereticus e l'attribuzione al diavolo dell'invenzione del cappuccio dei frati, furono considerate senz'altro eretiche la sua condanna della venerazione delle immagini e delle cerimonie religiose, la svalutazione dei profeti e degli evangelisti, il suo scetticismo sull'utilità della teologia che pretenderebbe di definire Dio e, in generale, sull'utilizzo delle scienze per giustificare la religione.

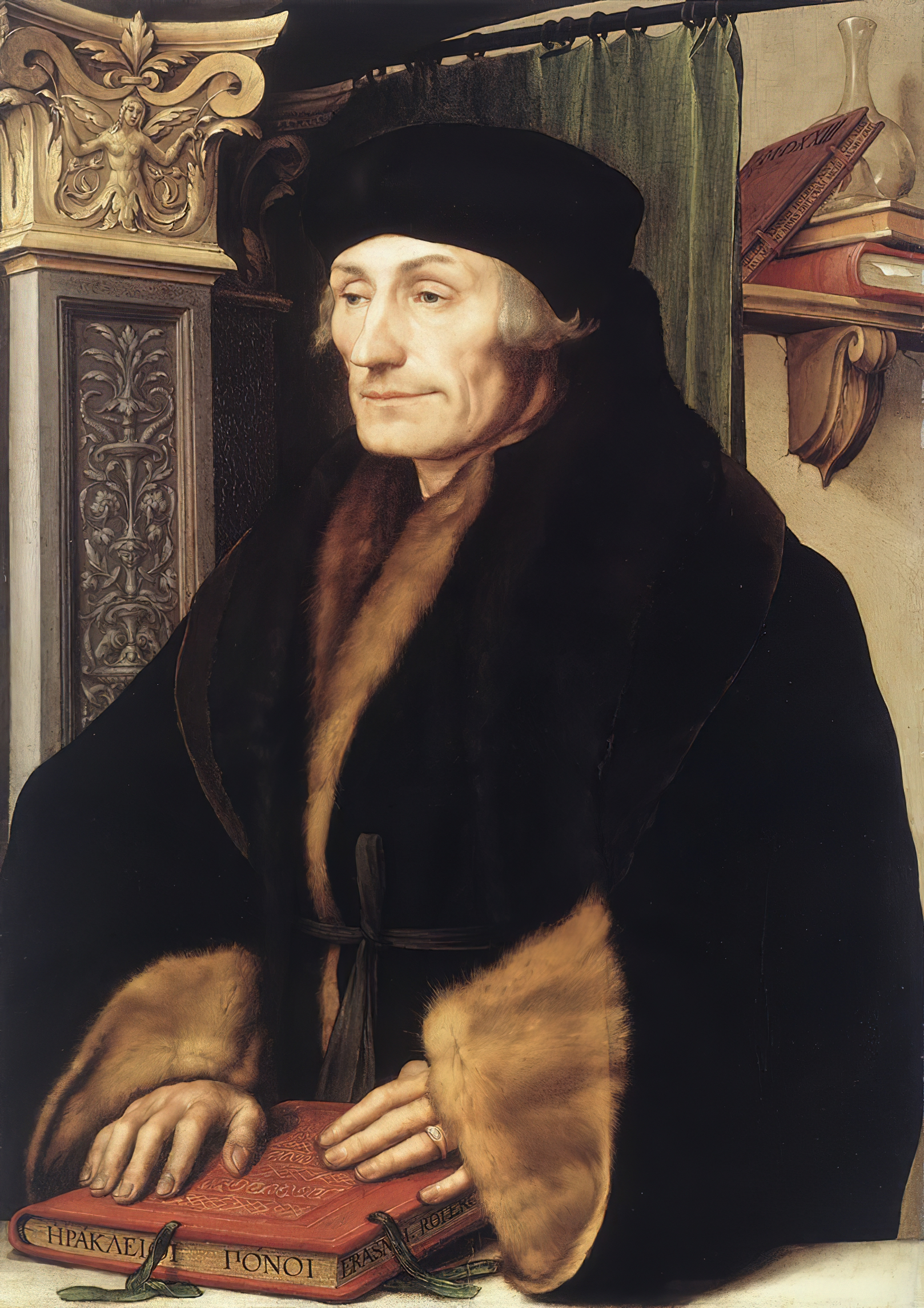
Hans Holbein: Erasmo da Rotterdam

Contro di lui fu sollecitato l'intervento dell'imperatore e Agrippa, non ricevendo da tempo il suo stipendio di storiografo, finì in prigione per debiti. Liberato, sfuggì ai creditori tornando a Colonia dove malgrado tutto quello che aveva scritto contro il clero poteva godere della protezione di tre cardinali: l'arcivescovo di Colonia Hermann von Wied, quello di Liegi Eberhard von der Mark e il legato pontificio Lorenzo Campeggi, nella cui casa stessa si accinse a scrivere la propria Apologia dedicata al Campeggi contro le accuse dell'Università fiamminga.
In essa ribadisce, appoggiandosi alla tesi del Cusano della «dotta ignoranza», che scienza e arte sono inutili anzi, persino fuorvianti, come sostiene lo stesso Agostino e il cristianesimo platonizzante, a una retta comprensione di Dio. Agrippa fece seguire l'Apologia adversus calumnias da una analoga Querela super calumnia che fece pubblicare in un unico volume a Colonia nel 1533. A novembre del 1532 si trasferì a Bonn da dove chiese per lettera un giudizio sul suo libro a Erasmo il quale, prudentemente non si espresse, ma volle dargli un utile consiglio:
(21 aprile 1533, Epistolae, VII, 40)
Agrippa non volle dargli retta: come scrisse all'amico Chansonnet, «sono determinato a combattere senza tregua contro questo nugolo di sofisti e cappuccioni. Li dipingerò per quello che sono veramente al popolo che essi ingannano».

### Agrippa e la Riforma protestante

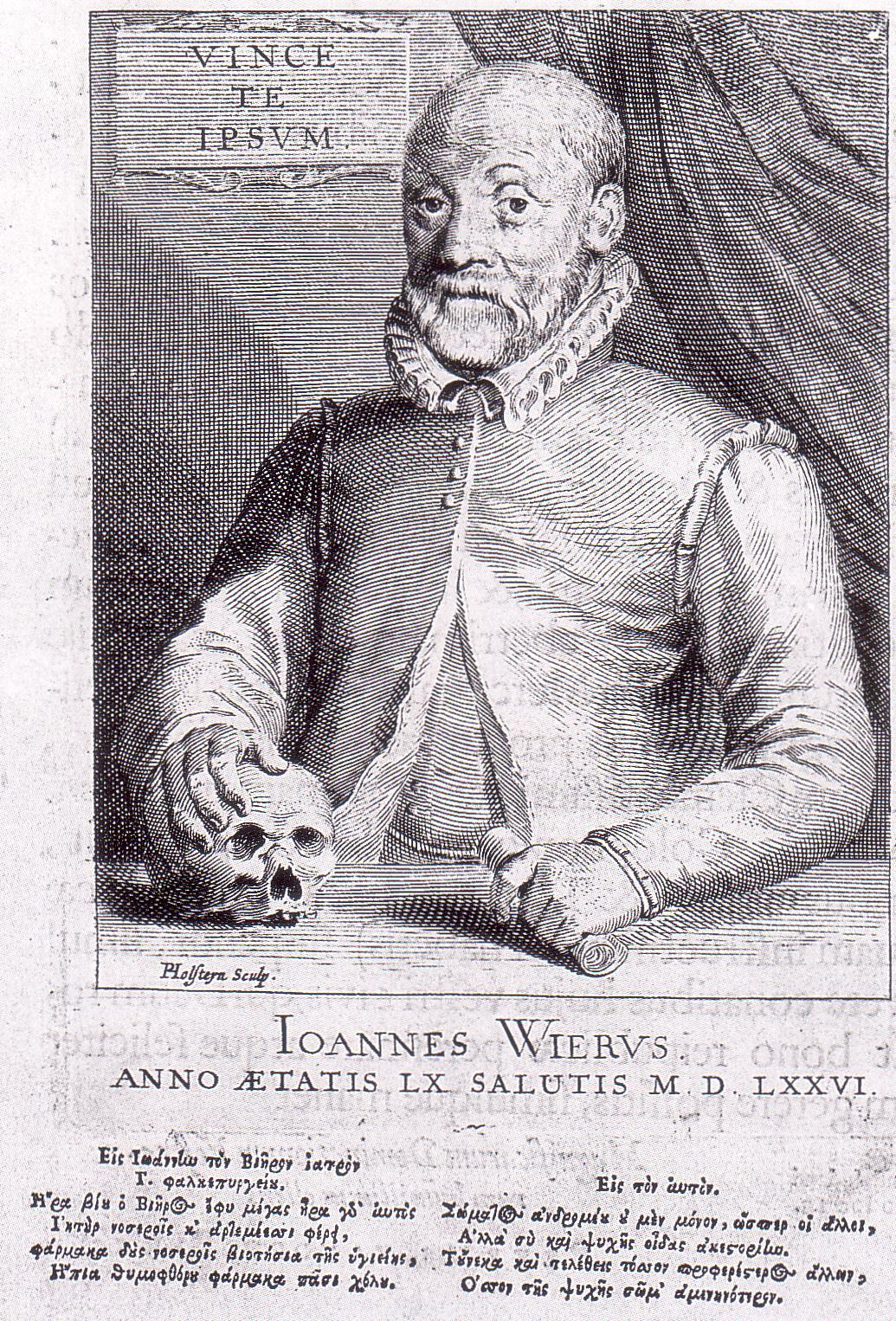
Johann Weyer

L'agitazione religiosa prodotta dalle nuove idee riformate aveva investito anche Colonia e nel 1529 due «eretici» luterani, Peter Fliesteden e Adolf Clarenbach, erano stati bruciati sul rogo e lo stesso arcivescovo della città, Hermann von Wied, finì per passare alla Riforma protestante. Agrippa non prese pubblicamente posizione, non si sa se fu soltanto per prudenza o perché, come sembra più probabile, egli non aderisse alla Riforma, in quanto la sua visione della religione restava lontana da entrambe le confessioni cristiane.
Agrippa ebbe parole di ammirazione per Lutero già nel De incertitudine, che ribadì ancora a Melantone, quando scrisse da Francoforte, a settembre del 1532, di salutargli Lutero «il grande eretico invitto, che come dice Paolo negli Atti, serve Dio secondo la setta che chiamano eresia». Si tratta di una stima riservata a un combattente coraggioso che non si estende necessariamente alle idee da lui professate e del resto Calvino non mancherà di condannare Agrippa, nel suo Traité des scandales (1550), rimarcando la distanza che lo poneva dalle confessioni riformate.
In questi ultimi anni è con lui, a Bonn, il giovanissimo Johann Wier, il discepolo che ne continuerà l'opera e ne difenderà la memoria. Ai primi del 1535 Agrippa si recò a Lione ma vi fu presto imprigionato, non si sa se per le vecchie accuse di aver diffamato la madre di Francesco I, Luisa di Savoia, o a conseguenza della condanna al rogo del suo De incertitudine, emessa dai teologi della Sorbona il 2 marzo di quello stesso anno. Rimesso tuttavia in libertà, pensò bene di allontanarsi dalla città, stabilendosi a Grenoble, dove morì pochi mesi dopo. Fu sepolto nella chiesa domenicana della città ma il fanatismo connesso alle guerre di religione che imperversarono a lungo in Francia non risparmiarono la sua tomba e i suoi resti andarono dispersi.

### La pubblicazione delDe occulta philosophia
Dedicato all'arcivescovo von Wied, il primo libro della Filosofia occulta fu pubblicato contemporaneamente ad Anversa e a Parigi nel 1531, con una prefazione nella quale ritrattava l'opera che pure pubblicava, Agrippa giustificava questa contraddizione sostenendo che, iniziata da giovane e interrotta, «ne circolavano copie corrotte [ ... ] non solo, ma alcuni, non so se più impazienti che impudenti, volevano stampare un libro così informe. Unicamente per evitare questo guaio, ho deciso di pubblicarlo io stesso», aggiungendo che non era «un delitto non lasciar morire questo frutto della mia giovinezza».

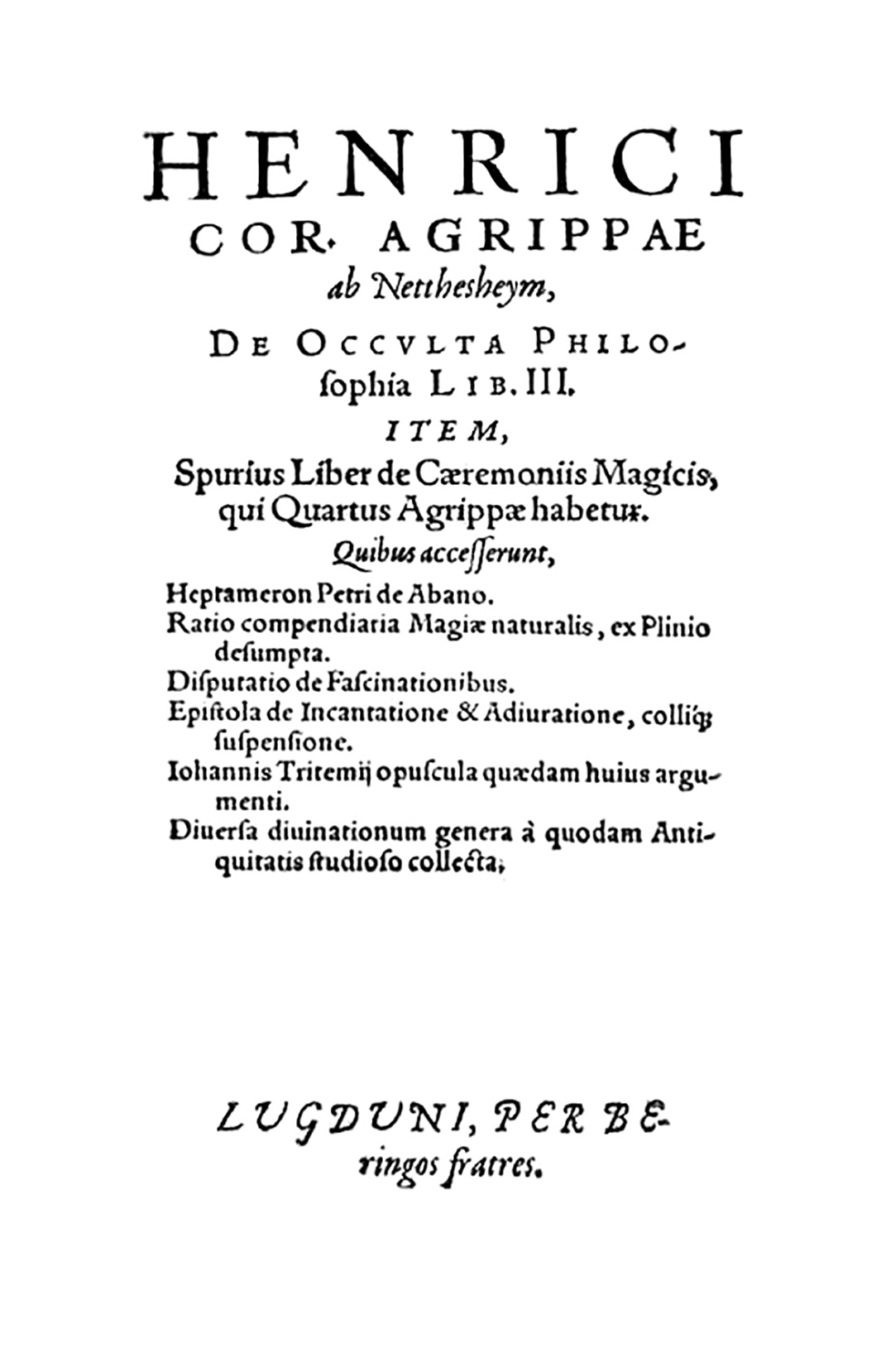
Edizione lionese del De occulta philosophia, con lo spurio IV libro

Questa giustificazione non persuade, apparendo un metter le mani avanti nel caso molto probabile che avesse provocato polemiche e anche persecuzioni, tanto più che Agrippa, a novembre del 1532, consegnò all'editore Hetorpio e al tipografo di Colonia Jean Soter il secondo e soprattutto il terzo libro dell'opera, che egli aveva da poco concluso e che non era mai circolato in precedenza. E meno ancora persuade, osservando la reazione di Agrippa alla notizia che l'inquisitore di Colonia, Conrad von Ulm, il 1º gennaio del 1533, aveva proibito la stampa dell'opera. L'11 gennaio, da Bonn, Agrippa indirizzò la sua protesta ai magistrati di Colonia:
(Epistolae, VII, 26)
Finalmente, superate le difficoltà, l'Henrici Cornelii Agrippae ab Nettesheym a consiliis et archivis indiciarii sacrae Caesareae majestatis de Occulta Philosophia libri tres. Nihil est opertum quod non reveletur et occultum quod non sciatur. Matthaei X. Cum gratia et privilegio Caesareae majestatis ad triennium, comparve a luglio del 1533.

#### L'apocrifo del quarto libro
Nel 1559, a Marburgo, comparve l'edizione di un quarto libro del De occulta philosophia, ovvero un De Caerimonjis Magicis, trattato di magia cerimoniale, che Johann Wier, allievo di Agrippa a lui molto vicino, riconobbe come un falso e che come tale è considerato tuttora, in virtù dell'analisi del suo contenuto e dello stile, lontano dal latino letterario di Agrippa (il libro è stato spesso pubblicato insieme ai Magica elementa, un testo di magia bianca scritto da Pietro d'Abano. Per questo è frequente che i due testi vengano associati nelle menzioni di XVI e XVII secolo). Il contenuto di questo testo spurio, che nelle traduzioni italiane viene tramandato come libro del comando, consiste in un'iniziazione alla magia cerimoniale e all'evocazione degli spiriti.

### La magia
La Filosofia occulta è la Magia. Già nei primi due capitoli del I libro dell'opera, intitolato La magia naturale, Agrippa stabilisce l'intento dell'opera: premesso che esistono tre mondi, l"Elementare"', il '"Celeste"'e l"Intellettuale"', investigati rispettivamente da tre scienze, la Fisica o Magia naturale che svela l'essenza delle cose terrene la Matematica o Magia celeste che fa comprendere il moto dei corpi celesti e la Teologia o Magia cerimoniale che fa comprendere «Dio, la mente, gli angeli, le intelligenze, i demoni, l'anima, il pensiero, la religione, i sacramenti, le cerimonie, i templi, le feste e i misteri [ ... ].
La Magia racchiude queste tre scienze traducendole in atto. Essa è «la vera scienza, la filosofia più elevata e perfetta [ ... ] il compimento di tutte le scienze naturali»: essa è dunque la scienza integrale della natura, tanto fisica che metafisica, e l'espressione equivalente di «Filosofia occulta» indica tanto la sua natura di scienza la filosofia è la scienza di tutte le cose, materiali e spirituali quanto il fatto che tale scienza è riservata a pochi, è sapienza esoterica ma può essere appresa:
(De occulta philosophia, I, 2.)

### Libro I

#### I quattro elementi costituiscono tutte le cose, materiali e spirituali

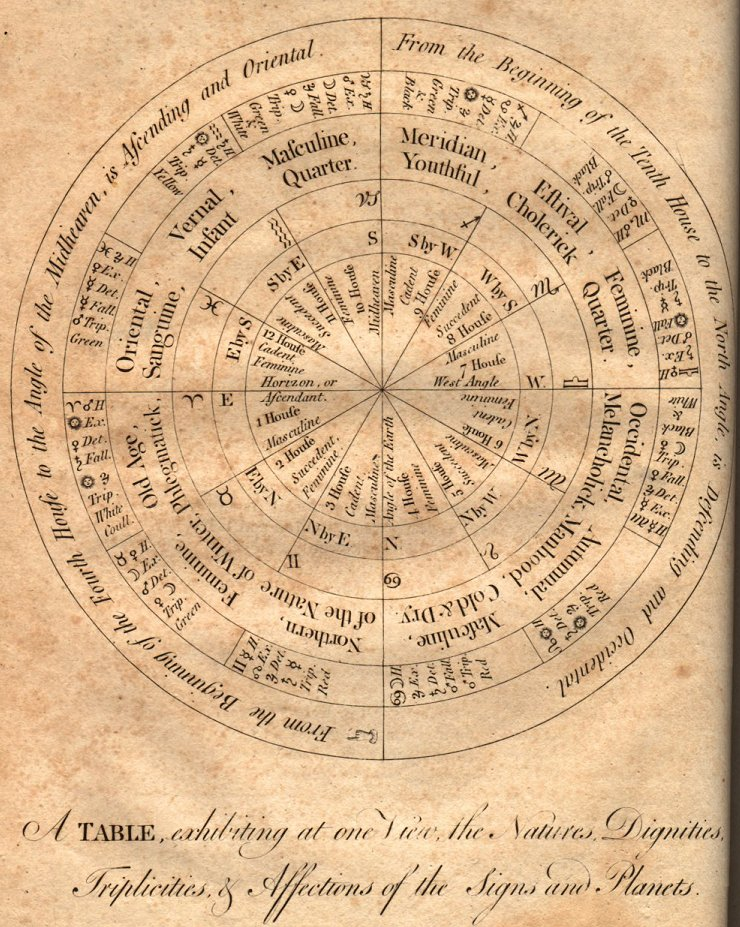
Nature, Dignità, Triplicità e Affezioni delle costellazioni e dei pianeti

Gli elementi che costituiscono tutte le cose «terrene» sono quattro, sostiene Agrippa, seguendo le conoscenze del tempo: fuoco, terra, acqua e aria, nessuno dei quali si trova in natura allo stato puro. Due sono le qualità specifiche di ogni elemento, delle quali una è propria dell'elemento, l'altra è invece condivisa con un altro: «il fuoco è caldo e secco, la terra è secca e fredda, l'acqua è fredda e umida e l'aria è umida e calda». L'opposizione delle qualità rende opposti fra loro, a due a due, gli elementi: così, sono opposti il fuoco e l'acqua, e la terra e l'aria.
Agrippa, tuttavia, seguendo Platone, individua altre sei qualità, assegnandone tre a ciascun elemento: chiarezza, rarefazione e movimento al fuoco, e oscurità, densità e immobilità alla terra; l'aria ha due qualità comuni col fuoco, rarefazione e movimento, e una con la terra, l'oscurità, mentre l'acqua assume due qualità dalla terra, oscurità e densità, e una dal fuoco, il movimento. Tali qualità sono presenti in grado diverso nei quattro elementi e «chiunque conoscerà le proprietà degli elementi e le loro mescolanze, potrà agevolmente operare prodigi ed eccellere nella Magia naturale».
Agrippa distingue gli elementi in tre ordini: al primo ordine appartengono gli elementi puri, cioè non composti, non trasmutabili, non mescolabili e incorruttibili. Al secondo, gli elementi composti e impuri che, quando sono ridotti a purezza, «la loro virtù è sopra ogni cosa». Al terzo ordine appartengono elementi «decomposti, dissimili, provvisti di ogni sorta di qualità, che possono cambiarsi reciprocamente l'uno nell'altro [ ... ] pochi ne intendono i profondi misteri [ ... ] attraverso di essi si possono operare meraviglie in tutte le cose naturali, celesti e sovracelesti, nonché tanto nella Magia naturale che in quella celeste [ ... ] si perviene a conoscere e a predire l'avvenire e da essi discende lo sterminio dei cattivi demoni e la conciliazione con gli spiriti buoni».
Come vi sono quattro elementi semplici, così quattro sono i corpi da loro composti, ossia le pietre, i metalli, le piante e gli animali. Seppure alla loro composizione concorrano tutti gli elementi, nelle pietre prevale la terra, nei metalli l'acqua, nelle piante l'aria mentre gli animali «traggono la loro forza dal fuoco e l'origine dal cielo». Le singole qualità di ciascun corpo derivano dalle qualità dei diversi elementi: così, la trasparenza del quarzo deriva dall'acqua, le qualità del piombo dalla terra e quelle dell'oro e del ferro dal fuoco. Negli esseri viventi, la collera deriva dal fuoco, il sangue dall'aria, la bile dalla terra e, secondo Agostino, l'intelletto è simile al fuoco, la ragione all'aria, l'immaginazione all'acqua e il sentimento alla terra.
Gli elementi non sono soltanto nelle cose del nostro pianeta, «ma anche nei cieli, nelle stelle, nei demoni, negli angeli e in Dio stesso, che è il creatore e l'animatore di tutte le cose», con la differenza di «essere allo stato di purezza e in tutta la loro potenza»: in particolare, di Dio è detto che «la terra s'apra e generi il Salvatore» ed è chiamato nelle Sacre Scritture sorgente di acqua viva e soffio vitale, mentre Mosè e san Paolo dicono che egli è un fuoco divorante.

#### I poteri occulti delle cose
Oltre ai poteri derivati dagli elementi alle cose, queste hanno poteri, per esempio di «neutralizzare l'effetto di un veleno, di combattere gli antraci, di attirare il ferro», derivanti dalla loro specie e forma, che si chiamano occulti perché «le loro cause ci sfuggono e lo spirito umano non può penetrarli. Perciò solo i filosofi hanno potuto, per lunga esperienza più che per ragionamento, acquistarne una parziale conoscenza». Esempi di poteri occulti sono il potere della fenice di rinascere dalle sue ceneri, i pesci che vivono sottoterra, menzionati da Aristotele, le pietre che cantano, descritte da Pausania o le salamandre che vivono nel fuoco.
I poteri occulti derivano alle cose dalle idee platonicamente intese come forme pure ed eterne - che vengono infuse nelle cose dall'Anima del Mondo: la sua virtù si comunica a tutte le cose cosicché «tutte le qualità occulte si diffondono sulle erbe, sulle pietre, sui metalli e sugli animali attraverso il sole, la luna, i pianeti e le stelle che sono superiori ai pianeti. E tale spirito ci sarà tanto più utile, quanto più sapremo separarlo dagli altri elementi e quanto meglio sapremo servirci delle cose in cui sarà penetrato più abbondantemente». È l'operazione tentata dagli alchimisti, che cercano di estrarre dall'oro il suo spirito per infonderlo agli altri metalli, «come noi abbiamo fatto e abbiamo visto fare, pur non potendo produrre una quantità maggiore di oro da quella originaria».
Le cose inferiori sono sottoposte alle superiori in un modo particolare, che fa sì che esse si ritrovino nel cielo «in un modo celeste», e quelle celesti si trovino in terra, «in un modo terrestre». Ciò che è in terra pietre, piante ed animali riceve le sue proprietà dai pianeti e dalle stelle; così, nell'uomo, anche gli organi sono variamente influenzati dai corpi celesti: il cervello e il cuore dal Sole e dall'Ariete, gli arti e la bocca da Mercurio, il fegato e il ventre da Giove, i genitali da Venere e dallo Scorpione. Anche i caratteri e gli umori sono influenzati: la tristezza da Saturno, l'ira da Marte, la gioia da Giove, la sensualità da Venere. Nell'astrologia, insomma, si può trovare la descrizione di tutti gl'influssi esercitati dalle stelle sugli uomini e sulle loro vicende.
Gli influssi dei corpi celesti possono essere attratti mescolando opportunamente le cose naturali che posseggano le qualità di quei corpi, dal momento che una sola cosa non può comprendere tutti i poteri di un astro. Una mescolanza sarà perfetta quando la riunione e il dosaggio siano fatti in «concordanza col cielo sotto una data costellazione» e in modo da ottenere un composto non facilmente scindibile, simile alle pietre.

## Opere
- De sacramento matrimoni declamatio, ca 1526
- Prognosticum quoddam, ca 1526
- De nobilitate et praecellentia foeminei sexus, Anversa 1529
- Expostulatio cum Joanne Catilineti super expositione libri Joannis Capnionis de verbo mirifico, Anversa 1529
- De triplice ratione cognoscendi Deum liber unus, Anversa 1529
- Dehortatio gentilis theologiae, Anversa 1529
- De originali peccato disputabilis opinionis declamatio, Anversa 1529
- Regimen adversus pestilentiam, Anversa 1529
- Caroli V coronationis historia per Henricum Cornelium Agrippam ejusdem sacratissimae maiestatis ab archivis et consiliis indiciarum, Anversa 1530
- Splendidae nobilitatis viri et armatae militiae equitis aurati ac utriusque juris doctoris, sacrae Caesareae maiestatis a consiliis et archiviis indiciarii, Henrici Cornelii Agrippae ab Nettesheym, De incertitudine et vanitate scientiarum et artium et excellentia Verbi Dei declamatio. Nihil scire foelicissima vita, Anversa 1530
- Henrici Cornelii Agrippae ab Nettesheym a consiliis et archiviis indiciarii sacrae Caesarae maiestatis De occulta philosophia libri tres, Anversa 1531
- H. C. Agrippae oratio in funere divae Margaretae, Anversa 1531
- H. C. Agrippae in artem brevem Raymundi Lullii Commentaria, Colonia 1531
- Sermones duo de vita monastica et de inventione reliquiarum divi Anthonii eremitae, Colonia 1532
- Henrici Cornelii Agrippae ab Nettesheym a consiliis et archiviis indiciarii sacrae Caesarae maiestatis De Occulta Philosophia libri tres. Nihil est opertum quod non reveletur et occultum quod non sciatur. Matthaei X. Cum gratia et privilegio Caesareae majestatis ad triennum, (Colonia) 1533
- Apologia adversus calumnias propter declamationem de vanitate scientiarum et excellentia verbi dei, sibi per aliquos Lovanienses theologistas intentatas. Querela super calumnia ob eandem declamationem sibi per aliquot sceleratissimos sycophantas apud Caesaream majestatem nefarie et proditoris illata, Colonia 1533
- H. C. Agrippae de beatissimae Annae monogamia ac unico puerperio propositiones. Ejudem Agrippae defensio propositionum praenarratarum contra quendam Dominicastrum. Quaedam epistolae super esadem materiam, 1534
- Henrice Cornelii Agrippae Orationes X. Ejusdem de duplici coronatione Caroli V apud Bononiam historia. Ejusdem ac aliorum doctorum virorum Epigrammata, Colonia 1535
- H. C. Agrippae epistola apologetica ad clarissimum urbis Agrippinae Romanorum Coloniae senatum, contra insaniam Conradi Coelin de Ulma ordinis praedicatorum monachum, Bonn 1535
- Opera omnia, Lugduni 1600

### Traduzioni italiane
- Della Vanità delle Scienze, tradotto per M. Lodovico Domenichi in Venezia, 1547
- Della nobiltà et eccellenza delle donne, dalla lingua francese nella italiana tradotto, con una oratione di M. Alessandro Piccolomini in lode delle medesime, Vinegia 1549
- Dell'incertitudine e della vanità delle scienze, a cura di T. Provvidera, Milano 2001 ISBN 88-8419-171-8
- La Filosofia occulta o la Magia, 3 volumi a cura di Arturo Reghini, Edizioni Mediterranee, Roma 1972 ISBN 978-88-272-0524-2
- Il libro del comando, Edizioni Mediterranee, Roma 1983 ISBN 978-88-272-0055-1
- Il secondo libro del comando Edizioni Mediterranee, Roma 2006 ISBN 978-88-272-1858-7
- Magia evocatoria - il terzo libro del comando Edizioni Mediterranee, Roma 2020 ISBN 978-88-272-3000-8
- De occulta philosophia Libro l, Edizioni Grenelle, Potenza, 2015, ISBN 978-88-99370-01-5
- La Filosofia occulta o la Magia, Genova, I Dioscuri 1988; Roma 2004 ISBN 88-272-0525-X
- Della nobiltà ed eccellenza delle donne, a cura di M. Ricagno, Torino 2007 ISBN 978-88-8419-340-7

### Opere apocrife
- Henrici Cornelii Agrippae Liber Quartus de Occulta Philosophia seu de Cerimonjis magicis cui accesserunt Elementa magica Petri de Abano Philosophi, Morpurgi A. D. 1559
- Les oeuvres magiques de H. C. Agrippa, par Pierre d'Abano, Latin et français, avec des secrets occultes, Roma 1800
- La famosa pergamena del comando, Milano 1878
- Il libro del comando ovvero l'arte d'evocare gli spiriti, Atene 1880
- Il testamento magico di Cornelio Agrippa. Introduzione alla pratica della magia, Roma 1891